# Aleksandr Širjaev
Aleksandr Viktorovič Širjaev (10 settembre 1867 – 25 aprile 1941) è stato un ballerino e animatore russo fondatore della danza di carattere nel balletto russo e pioniere dell'animazione (gli viene attribuita l'invenzione dell'animazione in stop motion).

## Biografia
Nacque in una famiglia di artisti: entrambi i genitori si esibivano al Teatro Bol'šoj, sua madre Ekaterina Ksenophontovna  Širjaeva era una ballerina, membro del corpo di ballo, e suo padre Hector (Viktor) Cesarovich Puni era un flautista che studiò con Cesare Ciardi.  Secondo la ballerina sovietica Ninel Yultyeva, era un figlio illegittimo, cresciuto per questo con il cognome della madre.  Suo nonno paterno Cesare Pugni era un famoso compositore italiano di musica per balletto che si trasferì in Russia nel 1851 per lavorare per i teatri Imperiali. Il cugino di Aleksandr, Ivan Puni, era un noto artista d'avanguardia russo.
All'età di nove anni Aleksandr entrò nella Scuola teatrale imperiale di San Pietroburgo dove studiò con Marius Petipa, Pavel Gerdt, Platon Karsavin e Lev Ivanov. Si laureò nel 1885 e dopo un anno divenne membro della compagnia del Teatro Mariinsky.

### Danza
Divenne presto famoso. Durante gli studi riuscì ad apprendere quasi l'intero repertorio di Mariinka, sostituendo facilmente interpreti solisti, sia nei ruoli classici che di carattere. Il talento musicale e la straordinaria memoria visiva gli valsero un posto come assistente e tutore di Marius Petipa.  Ricordava facilmente tutti i movimenti, ricostruendo e finendo i balletti secondo il suo maestro. Ha contribuito a mettere in scena The Seasons, Harlequinade, The Trial of Damis, tra gli altri. Come maestro di ballo, ha aiutato Petipa a riportare in vita balletti come Coppélia, The Little Humpbacked, The Pharaoh's Daughter, Tsar Kandavl o Le Roi Candaulee Gisella .
Più o meno nello stesso periodo si interessò profondamente alla danza di carattere. Nel 1891, all'età di 24 anni, aprì e diresse la prima scuola di danza di carattere. Ha studiato e implementato elementi di danze russe, ungheresi, spagnole e altre danze nazionali nei suoi balletti.
È stato il primo interprete della parte del Buffone in Lo schiaccianoci (il ruolo venne poi eliminato nelle produzioni successive) che mise anche in scena, ottenendo elogi dallo stesso Čajkovskij. Ha anche eseguito la danza del buffone di Mlada, la danza russa di Dubrovsky, la danza dei giullari e degli skomorokh di Il mercante Kalashnikov e altre opere dirette da Lev Ivanov. Alcuni dei suoi famosi balletti includono Carabosse in La bella addormentata nel bosco Ivanushka in Il cavallino gobbo, Quasimodo in La Esmeralda, Arlecchino in Arlecchino, Dr. Coppélius in Coppélia e Abderakhman in Raymonda .
Nel 1905 lasciò il teatro imperiale e trascorse molto tempo in tournée in Europa. Fondò una scuola di formazione a Londra. Dopo la Rivoluzione d'ottobre lavorò sia come ballerino che come pedagogo nei teatri Mariinskij e Alexandrinsky, mettendo in scena balletti dimenticati. Nel 1921 lasciò il palcoscenico e divenne insegnante presso l'Istituto coreografico di Leningrado, dove lavorò per il resto della sua vita. Tra i suoi studenti c'erano artisti acclamati come Michel Fokine, Fyodor Lopukhov, Pyotr Gusev, Galina Ulanova, Jurij Grigorovič e Nina Anisimova.

### Animazione
Durante le sue visite a Londra tra il 1904 e il 1905, acquistò una fotocamera Biokam con pellicola da 17,5 mm e iniziò a filmare balletti, oltre a realizzare filmati amatoriali. Il suo suggerimento di filmare gratuitamente i balletti della Mariinka venne respinto dalla direzione del teatro. Successivamente costruì uno studio improvvisato nel suo appartamento dove ricreò con cura vari balletti mettendoli in scena utilizzando bambole fatte a mano di argilla o cartapesta; erano alte 20-25 centimetri e le parti del corpo erano collegate da un filo sottile che forniva plasticità. Li filmò con la telecamera, fotogramma per fotogramma. Nel processo ha anche realizzato migliaia di schizzi, catturando ogni movimento, trasformandoli anche in una bobina di ripresa in modo da poter guardare l'intero ballo sotto forma di cartone animato.
Dal 1906 al 1909 produsse una serie di filmati di animazione in stop motion e con metodi più tradizionali. Ciò è accaduto almeno diversi anni prima che Władysław Starewicz, un altro influente animatore russo a cui era stato a lungo attribuito l'invenzione dell'animazione in stop motion, producesse i suoi primi film. Sebbene Shiryav non avesse molto interesse per l'animazione come forma d'arte, ma piuttosto la vedesse come uno strumento per studiare il movimento umano, usando i suoi film per scopi educativi.
Durante il periodo sovietico quei film furono per lo più dimenticati, anche se Fyodor Lopukhov e altri hanno menzionato i suoi esperimenti di animazione nei loro libri. Ninel Yultyeva ha descritto come  Širjaev abbia prodotto circa 1700 disegni e li ha filmati solo per dimostrare una danza complessa ai suoi studenti. Per una danza indù di La Bayadère preparò figure di argilla e le fece ripetere ogni movimento sulla telecamera; il suo film è stato poi utilizzato durante il restauro del balletto di Marius Petipa al Teatro Mariinsky.

## Eredità culturale
Nel 1995 un documentarista e storico del balletto russo, Viktor Bocharov, iniziò a ricercare informazioni sugli esperimenti di animazione di Širjaev. Fu presto contattato da Daniil Savelyev, un fotografo di balletto che conosceva personalmente la famiglia. Si è impossessato dell'intero archivio dall'ultima moglie del figlio di Aleksandr Širjaev e l'ha tenuto al sicuro. Bocharov ha trascorso molti anni cercando di ottenere finanziamenti da Roskino per restaurare i film e produrre un documentario.
Nel 2003 ha finalmente pubblicato il film di un'ora intitolato A Belated Premiere che includeva frammenti di diversi film di Širjaev. Intorno al 2008 Bocharov è finalmente riuscito a ottenere finanziamenti dal Pordenone Silent Film Festival per restaurare i negativi. Più o meno nello stesso periodo è entrato in contatto con Aardman Animations, che è stata anche coinvolta nel processo di restauro e digitalizzazione. I film sono stati successivamente proiettati in vari festival cinematografici internazionali.